# Ліпсько
Ліпсько (пол. Lipsko) — місто в центрально-східній Польщі.
Адміністративний центр Ліпського повіту Мазовецького воєводства.

## Демографія
Демографічна структура станом на 31 березня 2011 року:
|          | Загалом | Допрацездатний вік | Працездатний вік | Постпрацездатний вік |
| -------- | ------- | ------------------ | ---------------- | -------------------- |
| Чоловіки | 2881    | 481                | 2118             | 282                  |
| Жінки    | 3044    | 441                | 1912             | 691                  |
| Разом    | 5925    | 922                | 4030             | 973                  |